# Bitva u Alte Veste
Bitva u Alte Veste byla významná bitva třicetileté války mezi Albrechtem z Valdštejna a Gustavem II. Adolfem, která se odehrála roku 1632 blízko Norimberka.

## Pozadí
Na konci léta roku 1632 se armáda švédského krále Gustava Adolfa setkala s Albrechtem z Valdštejna poblíž Norimberku . Úspěchy Gustava Adolfa nad generálem Tillym donutily císaře Svaté říše římské Ferdinanda II., aby z důchodu odvolal Albrechta z Valdštejna zpět do vojenské služby. Valdštejn byl nejschopnější v rekrutování vojsk a během několika týdnů se s novou armádou vydal do pole.
Řady císařské armády se zvětšovaly, zatímco Valdštejn pochodoval směrem ke Švédům, aby zastavil jejich postup v Norimberku. Gustav II. Adolf se opakovaně připravil k boji a vyzval Valdštejna, aby vyšel ze svého opevněného tábora, ale Valdštejn odmítl. Pro švédského krále se situace zhoršovala kvůli nedostatečným zásobám a proto se zbrklý král rozhodl jednat zoufale.

## Útok

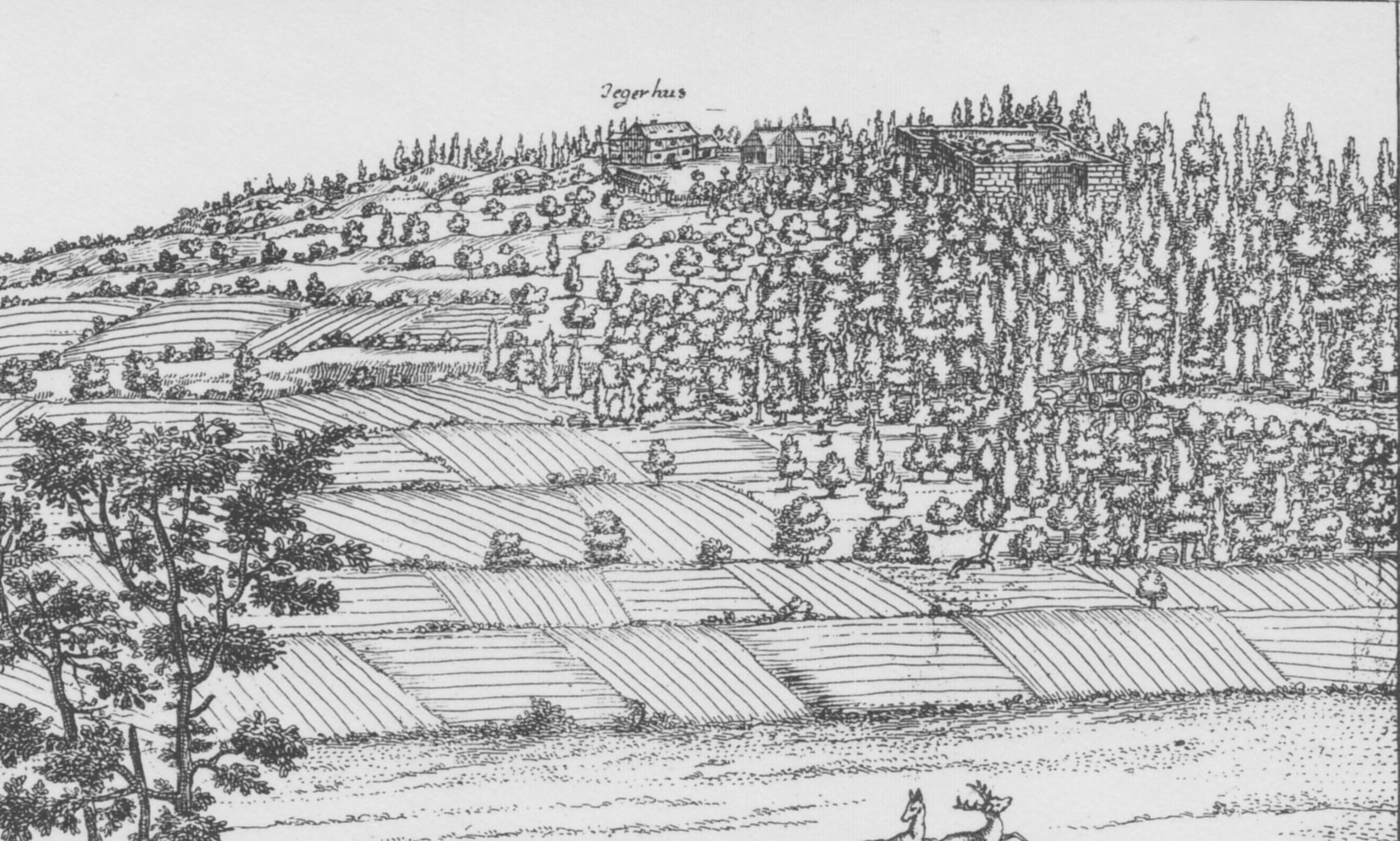
Alte Veste v roce 1705

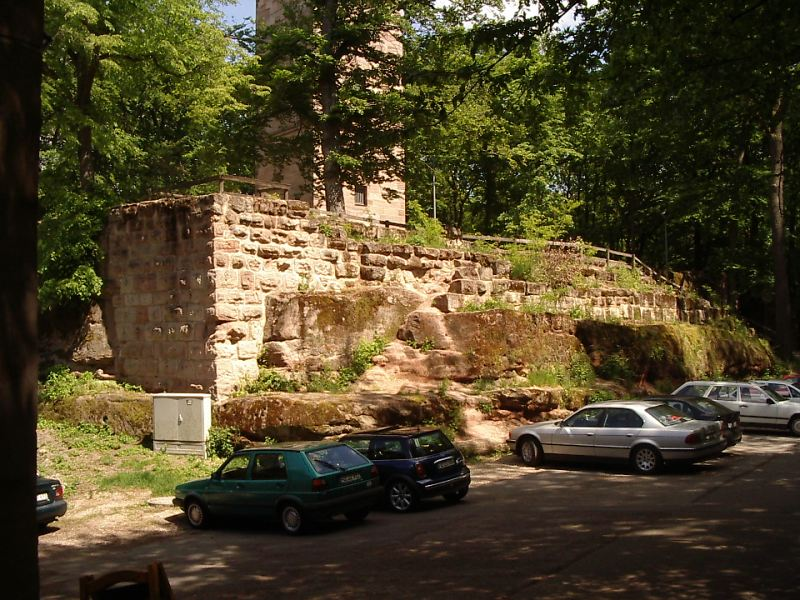
Zřícenina Alte Veste od jihozápadu v roce 2004

Král Gustav II. Adolf zaútočil na císařský tábor v Alte Veste (neboli „Stará pevnost“) – opuštěný hrad na vrcholu zalesněného kopce. Jeho obsazení by pak umožnilo švédským zbraním ovládnout císařský tábor. Císařští vojáci byli připraveni se zákopy a abatisy, které zastavily švédský postup. Když vychvalované brigády zakolísaly, bylo velké části kavalerie poručeno, aby sesedla a zaútočila pešky. Valdštejn viděl příležitost k úderu, vyslal svoji kavalérii a zabil mnoho vyčerpaných vojáků. Teprve konečný útok rezervy švédské kavalérie odvrátil úplnou katastrofu.

## Výsledek
Švédové byli poraženi. Velitel švédského dělostřelectva Lennart Torstenson byl zajat a téměř rok uvězněn v Ingolstadtu . Gustav Adolf dostal posily počátkem září a znovu se neúspěšně pokusil prolomit obléhání v bitvě u Fürthu 3. září. O několik týdnů později nedostatek zásob vedl Valdštejna k rozpuštění tábora a přesunu na sever, což umožnilo švédským jednotkám opustit Norimberk. Obě armády se znovu setkaly o šest týdnů později v katastrofální bitvě u Lützenu, ve které byli katolíci poraženi, ale Švédsko Pyrrhovým vítězstvím ztratilo Gustava Adolfa.